# Casa Romaguera
Casa Romaguera és un habitatge del municipi de Figueres (Alt Empordà) inclòs en l'Inventari del Patrimoni Arquitectònic de Catalunya.

## Descripció
Edifici situat en ple centre històric amb una façana a la plaça del Museu Dalí. És un edifici de quatre façanes formant una illa, salvant el desnivell del terreny. La façana principal és al carrer Jonquera que continua llur composició a les façanes laterals simplificant-se. La façana posterior dona a la Plaça Gala i Dalí, és d'una composició formal més simple pateix també cert deteriorament tot i haver estat restaurada per la inauguració del Museu. A la façana principal trobem portalades a la planta baixa amb arcs de mig punt motllurats, destinats a locals comercials i amb un altell. Al primer pis trobem balconada correguda que es perllonga parcialment a les façanes laterals. A partir d'aquest nivell, ordenació vertical de l'edifici amb un ordre jònic que arriba fins a l'entaulament. El segon pis té balcons exempts sobre mènsules amb llindes arquitravades. Per sobre hi ha altell i cornisa coronant l'ordre. Per sobre hi ha un segon altell de construcció posterior. L'interior ha patit diverses modificacions.

## Història
El 1936, en constituir-se el Comité de Cultura i Art (3 membres del P.O.U.M. i un del P.S.U.C.) per preservar les obres d'art va ésser junt amb l'església de Sant Sebastià dipòsit d'aquestes al llarg de la guerra.